# Franz Karl Meyer (Politiker)
Franz Adolf Meyer (* 14. März 1906 in Berlin; † 21. Juli 1983 ebenda) war ein deutscher Politiker (SPD).
Der Tischlersohn Franz Meyer machte 1920 eine Lehre als Buchdrucker und wurde Mitglied des Verbandes der Deutschen Buchdrucker. 1924 wurde er Mitglied der SPD und des Reichsbanners Schwarz-Rot-Gold. Bis 1931 besuchte er die Deutsche Hochschule für Politik. Nach der „Machtergreifung“ der Nationalsozialisten beteiligte sich Meyer unter anderem an der Widerstandsgruppe Roter Stoßtrupp. Er wurde deswegen mit vielen anderen verurteilt. Meyer musste zwei Jahren ins Zuchthaus. Seine Strafe verbüßte er in Brandenburg-Görden. Seit 1936 war er mit Berta Giesert verheiratet. 1943 wurde er in die „Strafdivision 999“ eingezogen. Meyer, der schwer verletzt wurde, gelang es vor Kriegsende zu desertieren und sich bis zur Befreiung versteckt zu halten.

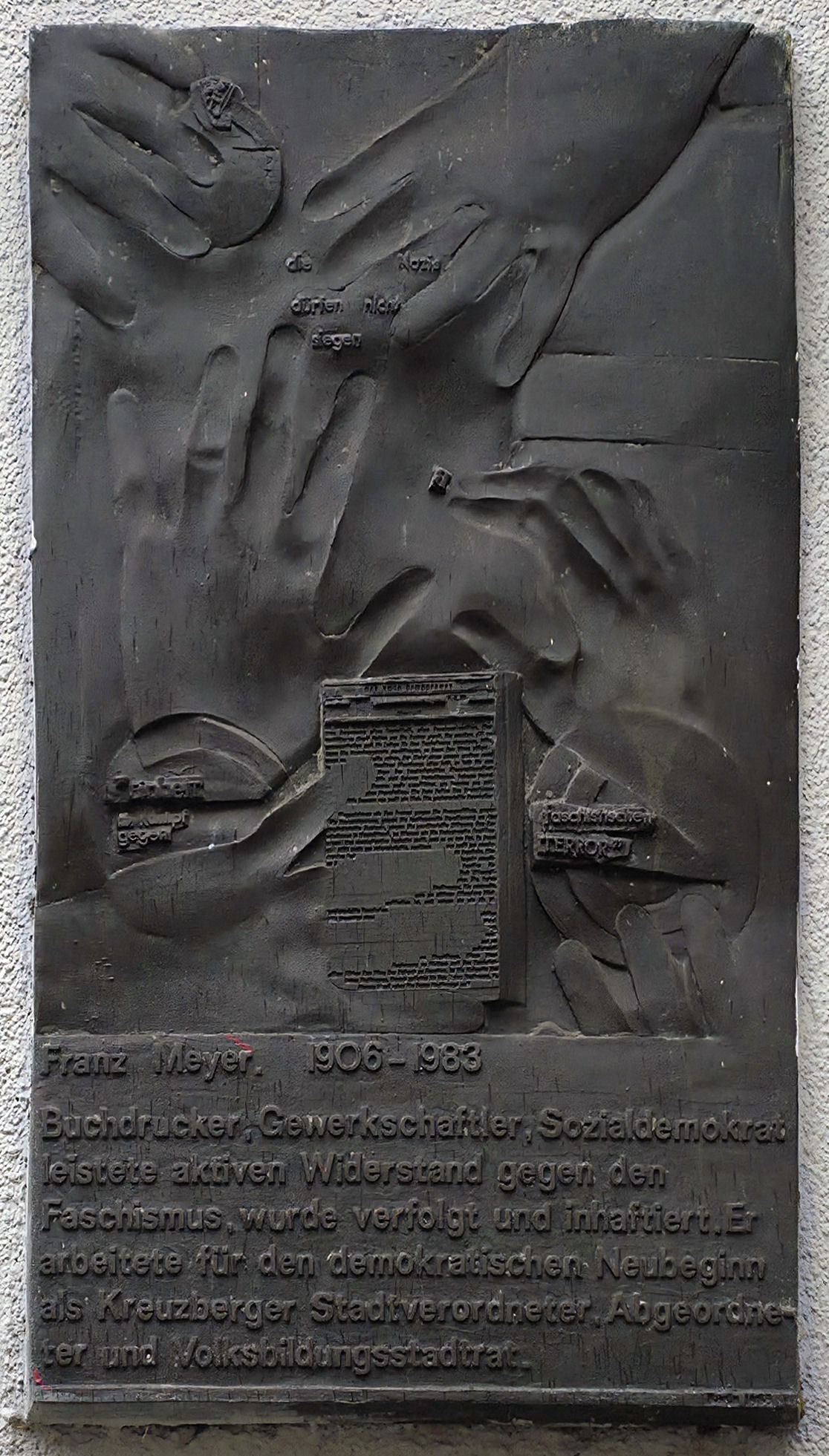
Gedenktafel in der Dieffenbachstraße in Berlin-Kreuzberg

Nach dem Zweiten Weltkrieg arbeitete Meyer wieder im Buchdruck. Ab 1946 wurde er Mitglied der Bezirksverordnetenversammlung Kreuzberg, 1948 bis 1961 war er Mitglied der Stadtverordnetenversammlung von Groß-Berlin bzw. des Abgeordnetenhauses von Berlin. In der Zeit von 1953 bis 1971 war Meyer Kreisvorsitzender der SPD Kreuzberg. Am 10. November 1961 schied er aus dem Abgeordnetenhaus aus, um als Bezirksstadtrat für Volksbildung im Bezirksamt Kreuzberg zu arbeiten. Aus Altersgründen musste er 1971 als Stadtrat ausscheiden, daher kandidierte Meyer erfolgreich für eine weitere Legislaturperiode im Abgeordnetenhaus von 1971 bis 1975.

## Ehrungen

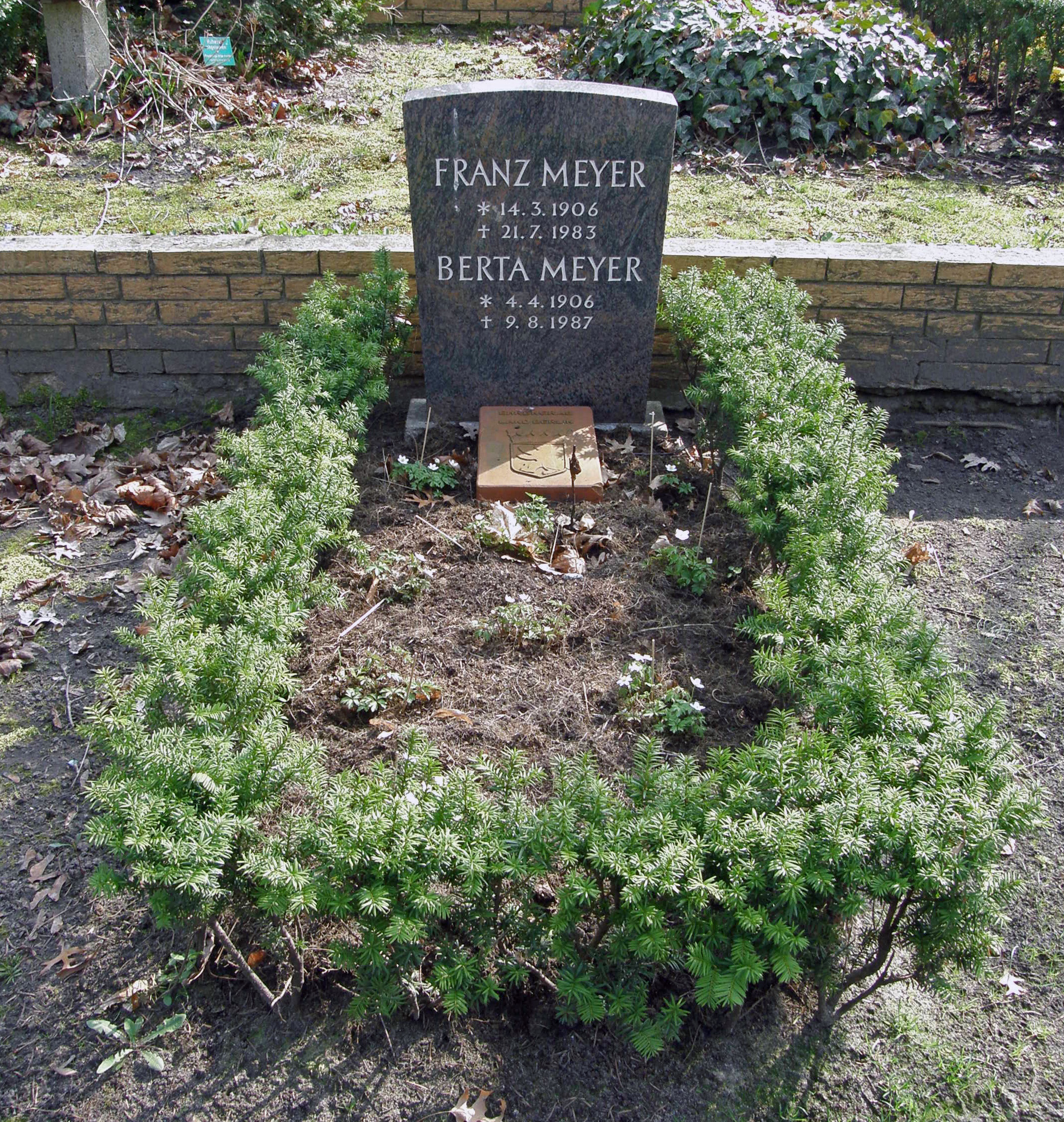
Grabstätte

1976 wurde Meyer die Würde eines Stadtältesten von Berlin verliehen.
In der Dieffenbachstraße 55 in Berlin-Kreuzberg wurde eine Gedenktafel zu Ehren von Franz Meyer errichtet.